# طاهونة (فورغ)
طاهونة (بالفارسية: طاهونه) هي قرية تقع في إيران في ناحية فورغ. يقدر عدد سكانها بـ 685 نسمة بحسب إحصاء 2016.